# كالانيات
الكالانيات (الاسم العلمي: Calanoida) هي رتبة من القشريات تتبع أصنوفة الجوادف الجديدة من مجذافيات الأرجل.

## التصنيف
- الغادفينات
  - الغادفات